# جویای کشمیری
میرزا داراب کشمیری متخلص و مشهور به جویا (؟ - ۱۷۰۶م) شاعر فارسی‌سرای سبک هندی دورهٔ مغولی بود.

## زندگی
میرزا داراب فرزند سامری در سالی نامعلوم در اقلیم کشمیر زاده شد. نیاکان او ایرانی و اهل تبریز بوده‌اند. در شعر، پیروی مکتب صائب شناخته شد و به روزگار عالمگیر شهرت و به دربار او راه یافت.

او شاگردان بسیاری در هند داشت، از جمله عبدالعلی طالع و عبدالعزیر قبول و ملا ساطع. بردارش کامران نیز شاگردش بود و به سرودن پرداخت.

دراب جویا در سال ۱۷۰۶م/ ۱۱۱۸ق در کشمیر درگذشت.

## آثار
دیوان او شامل هفت هزار ابیات از غزلیات، قصاید، قطعات، مثنوی و رباعی است که در سال ۱۹۵۹ از سوی دانشگاه پنچاب تصحیح و چاپ شده‌است.